# Suki Lahav
Tzruya Lahav o Tsruya Lahav, detta Suki (in ebraico צרויה להב‎?; Ayelet HaShahar, 16 luglio 1951), è una violinista, scrittrice, attrice, compositrice israeliana.
Per un breve periodo a metà degli anni settanta (settembre 1974 – marzo 1975) ha fatto parte della E Street Band di Bruce Springsteen, poi è ritornata in Israele e si è distinta con successo nel campo della letteratura.

## Biografia
Nata e cresciuta nel kibbutz Ayelet HaShahar nella Galilea superiore (Israele), Tzruya Lahav imparò musica suonando durante le mietiture locali, dedicandosi anche alla musica classica.
Dopo il servizio militare nell'esercito israeliano, arrivò negli Stati Uniti nel 1971 con suo marito, Louis Lahav, ingegnere acustico che nel 1972 iniziò a lavorare per Springsteen, che a sua volta stava cercando un violinista. Registrati con Springsteen, molti dei pezzi di Suki Lahav non vennero pubblicati, tuttavia prese parte al gruppo vocale di 4th of July, Asbury Park (Sandy) dall'album The Wild, the Innocent & the E Street Shuffle e suonò il violino in Jungleland dall'album Born to Run. In concerto, il violino di Lahav era un punto focale delle canzoni "slow" di Springsteen in quel periodo, e la sua presenza "pallida" e "flessuosa" sul palco contrastava con quella di Springsteen.
Durante la loro permanenza negli USA, la coppia ebbe una figlia, Tal, successivamente morta in un incidente stradale all'età di tre anni e mezzo. Rientrarono in Israele nella primavera del 1975, dopo un periodo di studi presso il Lee Strasberg Theatre and Film Institute a Los Angeles.
Divorziata nel 1977, Lahav si fece successivamente conoscere col suo nome ebraico, Tzruya (a volte traslitterato Tsruya), si unì a Moshe Albalek e formò una nuova famiglia a Gerusalemme. Negli anni seguenti ebbe due figli e, fino al 1985, svolse scarsa attività musicale, partecipando invece come attrice a musical e spettacoli teatrali con opere di Haim Nachman Bialik. Poi ricominciò a suonare come violinista e violista, apparendo in esecuzioni della Israeli Kibbutz Orchestra e svolgendo anche attivitâ di scrittrice.
Divenuta paroliere di successo, ha scritto per musicisti e cantanti di primo piano in Israele; Shara Barkhovot ("Cantando per le strade"), la canzone israeliana candidata alla Eurovision Song Contest 1990 eseguita da Rita, ha le sue parole, e alcune delle sue canzoni sono considerate icone della musica israeliana. Tzruya ha inoltre rielaborato in ebraico testi di canzoni straniere, come ad esempio la canzone i Leonard Cohen Famous Blue Raincoat nel 1993. Nel 1999, ha scritto i testi per la collaborazione multi-etnica della cantante Glykeria, intitolata Tfilat Ha'imahot ("La preghiera della madre"), con la partecipazione di Amal Murkus e Yehudit Tamir. Nel 2003 ha lanciato il suo album No Longer the Sea: A Collection Of Tzruya Lahav's Songs, con esecuzioni di Rita, Yehudit Ravitz, Meir Banai, Yehuda Poliker e altri. Le sue composizioni sono state eseguite anche dagli artisti israeliani Gidi Gov, Rami Kleinstein e Ricky Gal. Nel 2004, uno show di sue canzoni è stato prodotto a Tel Aviv.
Lahav è autrice di sceneggiature, tra cui quella del film poliziesco israeliano Kesher Dam (1996), e di due romanzi: Andre's Wooden Clogs (Kinneret 2002 - trad. ital. Gli zoccoli di André, Einaudi 2007), basato sulla storia vera di sopravvivenza di un ragazzo durante l'Olocausto nei Paesi Bassi, e The Swamp Queen Does The Tango (Am Oved 2004), una favola per adulti (in ebraico). Entrambi i libri hanno vinto numerosi premi e riconoscimenti per la letteratura, tra cui il Premio Yad Vashem e il Premio Prima Opera del Ministero della Cultura israeliano. Tzruya Lahav insegna anche scrittura creativa a Gerusalemme, dove vive nel quartiere della Colonia Tedesca.

## Discografia

### Con Bruce Springsteen
- 1975 - Born to Run

### Altri
- No one - interpretata da Miri Mesika (musica: Shmulik Neufeld)[7]
- Silk Road - interpretata da Yehudit Ravitz (composed by Yehudit Ravitz)
- Days of Innocence - interpretata da Rita (musica: Rami Kleinstein)
- Tame tiger - interpretata da Rita (musica: Rami Kleinstein)
- The old bridge - interpretata da Rami Kleinstein (musica: Rami Kleinstein)
- Flower - interpretata da Gidi Gov e Yehuda Poliker (musica: Yehuda Poliker)
- Romeo - interpretata da Yehudit Tamir (musica: Yehuda Poliker)
- Sarah streets - interpretata da Rita (musica: Rami Kleinstein)
- Prayers for children - interpretata da Riki Gal (musica: Judah Poliker)
- You stay a little longer - interpretata da Rami Kleinstein (musica: Rami Kleinstein)

## Letteratura
- Tsruya Lahav, Gli zoccoli di André, Einaudi Ragazzi, 2007, ISBN 978-88-7926-648-2.
- The Swamp Queen Does the Tango (La regina della palude balla il tango) (romanzo) , Am Oved, 2004 (solo ebraico, titolo orig. Malkat Ha-Bitzot Rokedet Tango)
- Haya Lo Kashe Le-Moshe (Non è stato facile) (fiaba, solo ebraico), Am Oved, 2008